# Черепенников, Алексей Иванович

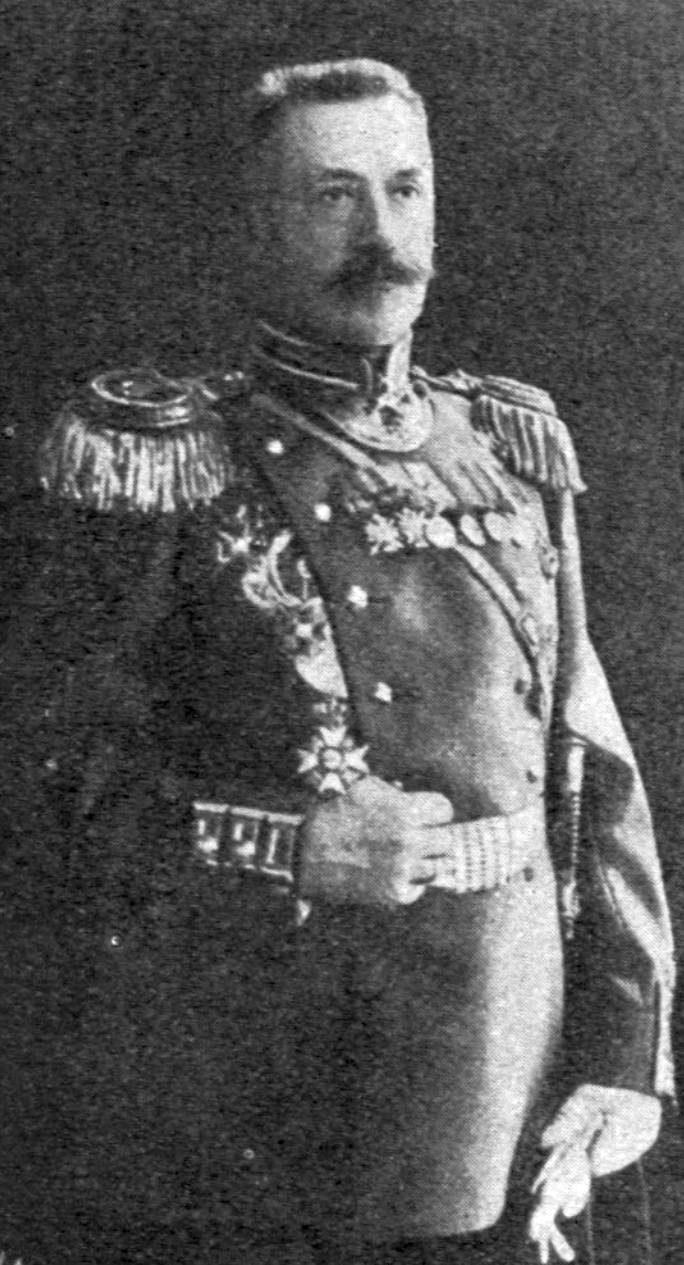
А.И. Черепенников, 1914 год

Алексей Иванович Черепенников (28 июня 1869 — 1937) — русский генерал-майор, участник Первой мировой войны. Служил в РККА, репрессирован в 1937 году.

## Биография
- Окончил 2-е Петербургское реальное училище.
- 1 сентября 1887 — Поступил на военную службу.
- 1890 — Окончил Николаевское инженерное училище. Выпущен подпоручиком в 7-й саперный батальон.
- Переведен во 2-й резервный саперный батальон.
- 9 августа 1892 — Поручик.
- 1896 — Окончил Николаевскую академию Генерального штаба по 1-му разряду.
- 17 мая 1896 — Штабс-капитан, назначен состоять при Варшавском военном округе.
- 20 декабря 1897 — Старший адъютант штаба 2-й пехотной дивизии.
- 5 апреля 1898 — Капитан.
- 10 ноября 1898-14 ноября 1899 — Цензовое командование ротой в 198-м пехотном резервном Александро-Невском полку.
- 13 января 1900 — Помощник старшего адъютанта штаба Варшавского военного округа.
- 14 апреля 1902 — Подполковник, штаб-офицер для особых поручений при штабе XVII армейского корпуса.
- 1904-1905 — Участвовал в русско-японской войне.
- 11 марта 1905 — Начальник штаба 22-й пехотной дивизии.
- 2 апреля 1906 — Полковник.
- 5 мая-25 сентября 1907 — Цензовое командование батальоном отбывал в 85-м пехотном Выборгском полку.
- 7 мая-8 июля 1908 — Прикомандирован к артиллерии.
- 4-28 сентября 1909 — Прикомандирован к кавалерии.
- 2 ноября 1911 — Командир 8-го гренадерского Московского полка.
- 1914 — Генерал для поручений при командующем 5-й армией.
- 13 октября 1914 — Генерал-майор.
- Дежурный генерал штаба 5-й армии.
- 5 октября 1915 — Дежурный генерал штаба 6-й армии
- Дежурный генерал штаба 12-й армии.
- 20 апреля 1916 — Начальник штаба XXIII армейского корпуса.
- 7 апреля 1917 — Командующий 43-й пехотной дивизии.
- Добровольно вступил в РККА.
- Состоял для поручений при начальнике штаба Петроградского военного округа.
- И. д. начальника мобилизационного управления штаба Петроградского военного округа.
- Преподаватель 2-х финских коммунистических курсов в Петрограде.
- Помощник начальника 9-й пехотной школы.
- Июнь 1921 — Штатный преподаватель 1-й Петроградской пехотной школы.
- 13 августа 1921 — Помощник начальника 1-й пехотной школы.
- 1937 — На пенсии. Проживал в Оренбурге.
- 25 октября 1937 — Осужден тройкой при УНКВД по Оренбургской области, приговорён к высшей мере наказания.
- Июль 1989 — Реабилитирован.

## Отличия
- Орден Святого Станислава III степени (1903)
- Орден Святой Анны III степени с мечами и бантом (1905)
- Орден Святого Станислава II степени с мечами (1906)
- Орден Святой Анны II степени с мечами (1906)
- Орден Святого Владимира IV степени с мечами и бантом (1907)
- Орден Святого Владимира 3-й ст. (06.12.1909).